# Aube
Aube je řeka ve Francii (Champagne-Ardenne, Burgundsko). Je to pravý přítok Seiny. Je 225 km dlouhá. Povodí má rozlohu 4500 km².

## Průběh toku
Pramení na planině Langres a do Seiny ústí u Marcilly-sur-Seine.

## Vodní režim
Zdroj vody je především dešťový. Vyšší stav nastává v zimě. Průměrný průtok v ústí je 41 m³/s.

## Využití
Na dolním toku je možná vodní doprava. Protéká městy Dolancourt, Lesmont (Francie).